# Jeronimo de Bosch
Jeronimo de Bosch ou Hieronymus de Bosch et Hieronymus Boschius, né le 23 mars 1740 à Amsterdam et décédé à Leyde le 1er juin 1811, est un poète et érudit hollandais de langue latine et néerlandaise.
Il publia préfaça et édita la traduction latine d'Hugo Grotius de l'Anthologie grecque avec y compris l'Anthologie de Planude, cette œuvre monumentale fut continuée après sa mort.
Il continua la tradition humaniste de la République des Provinces-Unies, en composant plusieurs recueils de poésies latines qui le firent connaître dans la République des Lettres.
Il était membre de la "Hollandsche Maatschappij der Wetenschappen" depuis 1780, membre de la société savante "Zeeuwsch Genootschap der Wetenschappen" depuis 1793, et membre de la "Maatschappij ter bevordering van de Landbouw".
En 1808, Louis Bonaparte lui demanda de faire partie du comité pour former, sur le modèle de l'Institut de France, un "Institut royal néerlandais" à côté de Martinus van Marum, Jean Henri van Swinden, et Martinus Stuart.

## Ses œuvres
- Anthologia Graeca cum versione Latina Hugonis Grotii, edita a Hieronymo de Bosch, Ultrajecti e Τypographia B. Wild & J. Altheer, 1795 et seq.
- Carmen de aequitate hominum. - 1793
- Curae secundae in Horatii Epistolam ad Pisones de arte poetica. - 1812
- Lofrede op J. R. Deiman. - [1808]
- Poemata. - 1803, 1808
- Poematum appendix. - 1808
- Ueber Homers Ilias. - 1788
- In acerbum funus Nicolai Bondt, 1796
- In funere Nicolai Vriesii, 1766

## Catalogue de sa bibliothèque
- Bibliotheca Boschiana sive catalogus librorum qui studiis inservierunt viri celeberrimi, H*. - 1812

## Source
- (en) Cet article est partiellement ou en totalité issu de l’article de Wikipédia en anglais intitulé « Hieronymus de Bosch » (voir la liste des auteurs).